# Wyssotschanske
Wyssotschanske (ukrainisch Височанське; russisch Высочанское Wyssotschanskoje, rumänisch Lac) ist ein Dorf im Budschak, dem südlichen Teil Bessarabiens im Südwesten der ukrainischen Oblast Odessa mit etwa 860 Einwohnern (2001).
Das 1832 gegründete Dorf liegt im Norden des Rajon Bolhrad unmittelbar an der Grenze zur Republik Moldau.
Bis zum 14. November 1945 trug es den ukrainischen Namen Lak (Лак)
Das ehemalige Rajonzentrum Tarutyne liegt 43 km südlich und das Oblastzentrum Odessa liegt etwa 180 km östlich des Dorfes.
Am 12. Juni 2020 wurde das Dorf ein Teil der Siedlungsgemeinde Budschak; bis dahin bildete es zusammen mit dem Dorf Hanniwka (Ганнівка) die Landratsgemeinde Wyssotschanske (Височанська сільська рада/Wyssotschanska silska rada) im Norden des Rajons Tarutyne.
Seit dem 17. Juli 2020 ist es ein Teil des Rajons Bolhrad.